# Austriadraco
Austriadraco (лат.) — род птерозавров, живший в триасовом периоде на территории современной Австрии. Его единственным видом является Austriadraco dallavecchiai, который ранее относили к Eudimorphodon, и ближайшими родственниками которого, возможно, являлись Eudimorphodon или Arcticodactylus.

## История открытия и название
В июне 1994 года недалеко от города Зефельд в австрийском Тироле, на 1600-метровой высоте канатной дороги на Райтер-Шпитце, в окрестностях Райтер Йох-Альм, Берндт Ламмерер обнаружил скелет птерозавра. Окаменелости были закреплены на пяти каменных плитах. В 2003 году Петер Велльнхофер идентифицировал ископаемое как образец Eudimorphodon, а именно E. ranzii. Поскольку он был на 10—25 % короче голотипа, Велльнхофер посчитал его принадлежавшим подростковой особи. В том же году Фабио Марко Далла Веккья усомнился в сопоставимости образца с E. ranzii и предположил, что он представляет собой отдельный вид Eudimorphodon. В 2009 году Далла Веккья сделал вывод, что образец не принадлежал подростковой особи или не был тесно связан с Eudimorphodon.
В 2015 году Александр Келлнер назвал отдельный род Austriadraco с видовым наименованием Austriadraco dallavecchiai. Родовое название состоит из сочетания слов Austria, Австрия, и draco, дракон. Видовое название дано в честь Далла Веккья.

## Описание
Голотип, BSP 1994 | 51, был обнаружен в слое Зефельдской формации, датируемой поздним норийским ярусом. Образец состоит из неполного неразделённого скелета с черепом. Он содержит обе лобные кости, левую скуловую кость, нижнюю челюсть, отдельно зубы, позвонки шеи, спины и хвоста, плечевой пояс, обе плечевые кости, первую фалангу пальца крыла, таз и кость голени. Слитые лобные кости Велльнхофер в 2003 году ошибочно идентифицировал как грудную кость. Частично кости сохранились в виде отпечатков, и многие из них фрагментарны. Ископаемые останки являются частью коллекции Bayerische Staatssammlung für Paläontologie und historische Geologie в Мюнхене.
Austriadraco был небольшим птерозавром. Длина плечевой кости составляла всего 4 сантиметра. В 2015 году в описании образца Келлнер указал несколько отличительных черт, некоторые из которых являются аутапоморфиями. Лобная кость имеет короткую переднюю ветвь. Скуловая кость несёт короткие ветви спереди, в направлении верхней челюсти и носовой кости, а длинная узкая верхняя ветвь бежит к заглазничной кости. На внешней задней стороне нижней челюсти имеется отверстие — нижнечелюстное окно. Короноидный отросток надугловой кости низкий. Лопатка значительно длиннее, на 62 %, коракоида.
Кроме того, у образца присутствует комбинация уникальных черт. Коракоид широкий, с суженной осью. Ишипубическая пластина (слияние лобковой и тазовой костей) глубокая. Большеберцовая кость сравнительно длинная, 57,7 миллиметров в длину, достигает 70 % длины плечевой кости и 92 % длины первой фаланги четвёртого пальца крыла.
Согласно анализу Далла Веккьи, Austriadraco занимает базальную позицию среди птерозавров. Келлнер пришёл к выводу, что его родство с близкими родами не может быть установлено, и поместил Austriadraco в отдельное, неопределённое семейство Austriadraconidae. Учёный предположил близкое родство с Arcticodactylus, поскольку оба таксона разделяли такую черту, как короткий коракоид.